# Ricky Martin
Ricky Martin, s polnim imenom Enrique Martín Morales, portoriški pevec, * 24. december 1971, San Juan, Portoriko.
Je z grammyjem večkrat nagrajeni glasbenik, ki je v svoji karieri prodal več kot 55 milijonov albumov. Njegova najbolj znana uspešnica je "Livin' la Vida Loca".
Je ustanovitelj humanitarne fundacije Ricky Foundation.
Leta 2010 je na svoji spletni strani javno priznal svojo istospolno usmerjenost. Zapisal je: "Ponosem sem, da vam povem, da sem istospolno usmerjen. Blagoslovljen sem za to, kar sem."

## Albumi
- Ricky Martin (1991)
- Me Amarás (1993)
- A Medio Vivir (1995)
- Vuelve (1998)
- Ricky Martin (1999)
- Sound Loaded (2000)
- Almas del Silencio (2003)
- Life (Ricky Martin album) (2005)
- Música + Alma + Sexo (2011)
- A Quien Quiera Escuchar (2015)